# Son Lux
Son Lux, vlastním jménem Ryan Lott, je americký zpěvák. Narodil se v Denveru, ale svou kariéru zahájil v New Yorku, kde skládal hudbu pro reklamy. Své první album nazvané At War with Walls & Mazes vydal v roce 2008 (vydavatelství Anticon) a následovalo několik dalších. V roce 2012 založil skupinu Sisyphus (původně S/S/S), ve které s ním hrají ještě Sufjan Stevens a Serengeti. V roce 2014 se podílel na písni „Troubled World“ z alba Winter Spring Summer Fall hudebníka Bootse. Spolupracoval například se zpěvačkou Lorde a rovněž se věnoval skládání filmové hudby. Složil například hudbu ke snímku Papírová města (2015).